# Sommersprossen (Lied)
Sommersprossen ist ein Lied der Berliner Band UKW, das 1982 erschien und der Neuen Deutschen Welle zugerechnet wird.

## Entstehungsgeschichte
UKW wurde bereits 1979 gegründet. 1981 traten sie bei einem Berliner-Neue-Welle-Rockwettbewerb an und belegten dort den ersten Platz. So konnten sie im Dezember 1981 ihre erste Single veröffentlichen. Anschließend gelang es ihnen, bei Telefunken einen Vertrag zu bekommen. 1982 nahmen sie ihr erstes Album Ultrakurzwelle auf, das auch Sommersprossen enthielt. Das Lied beschreibt die Liebe zu einem Mädchen mit Sommersprossen. Der Song war Peter Huberts damaligen Jugendliebe Tina gewidmet, der Name kommt auch im Text vor. Tatsächlich hatte die Beziehung Peter Huberts mit dieser Frau auch 2016 noch Bestand. Der Titel und die leicht abgewandelte Refrainzeile stammen aus dem gleichnamigen Schlager von Peter Igelhoff aus dem Jahr 1937, in dem es heißt „Ich bin ganz verschossen in deine Sommersprossen“.
Sommersprossen wurde als Single aus dem Album ausgekoppelt und zu UKWs erstem sowie größten Hit. Es wurde unter anderem in der ZDF-Hitparade und Bio’s Bahnhof gespielt. In Deutschland konnte sich das Lied auf Platz fünf der Singlecharts platzieren. Während die Band kommerziell erfolgreich war, galt sie in Kritikerkreisen als Teenieband.

## Chartplatzierungen
| ChartsChartplatzierungen | Höchstplatzierung | Wochen |
| ------------------------ | ----------------- | ------ |
| Deutschland (GfK)        | 5 (20 Wo.)        | 20     |
| Schweiz (IFPI)           | 7 (5 Wo.)         | 5      |